# Список персонажів мультсеріалу «Зоряна принцеса проти сил зла»

Основні персонажі першого сезону

«Зоряна принцеса проти сил зла» або «Стар проти сил зла» (англ. Star vs. the Forces of Evil) — американський анімаційний телесеріал, створений студією «Disney Television Animation». Прем'єра відбулася 18 січня 2015 на Каналі Disney і 30 березня 2015 на Disney XD.
Серіал розповідає про пригоди принцеси з виміру М'юні на ім'я Зірка Баттерфлай, висланої батьками у світ Землі за погану поведінку. Там їй доводиться жити в родині звичайного підлітка Марко. Разом вони борються проти монстрів, які хочуть заволодіти чарівним жезлом Зірки та розкривають таємниці, пов'язані з сім'єю Баттерфлай.

## Стар Баттерфлай

Стар Баттерфлай

Стар Баттерфлай (англ. Star Butterfly) — чарівна принцеса з виміру М'юні. На свій 14-ий день народження вона отримує сімейну реліквію — магічний жезл королев М'юні. Проте, після того, як вона влаштовує в королівстві розгром, батьки відправляють Стар на Землю, де дівчину влаштовують у школу, як учня за обміном. Також їй назначають провідника — звичайного підлітка на ім'я Марко Діаз. Відтоді вона почала жити в сім'ї Марко. Зірка дуже любить пізнавати нове, через що не раз потрапляє у великі неприємності. Через таку поведінку батьки сильно на неї тиснуть, аби зробити з неї «ідеальну принцесу».
На перших стадіях розробки Стар була ученицею четвертого класу, а також шанувальницею Сейлор Мун, яка дуже хотіла стати чарівницею.
Зірку озвучує Іден Шир.

## Марко Діаз

Марко Діаз

Марко Убальдо Діаз (англ. Marco Ubaldo Diaz) — найкращий земний друг Зірки. До зустрічі з принцесою усі вважали його «слухняним хлопчиком» і боягузом. Марко завжди носить лише червоний балахон, хоча стверджує, що в нього їх ще багато. Діаз не раз допомагав Зірці боротися зі злодіями, використовуючи свої знання в карате. Хлопець закоханий у свою однокласницю на ім'я Джекі Лінн Томас, яка почала йому подобатися ще в дитячому садку. У другому сезоні, в серії «Bon Bon the Birthday Clown» він починає зустрічатися з Джекі, проте в серії «Sophomore Slump» третього сезону вони розходяться.
На перших стадіях розробки Марко був хлопцем, що шаленіє від аніме Dragon Ball Z і карате. Після зміни образу Зірки, Діаза вирішили зробити спокійним і розумним, як противагу шаленій дівчині.
Марко озвучує Адам МакАртур.

## Лудо

Лудо

Лудо Еверіус (англ. Ludo Avarius) — відомий представник родини Еверіусів із М'юні, який носить на голові череп буйвола. Через жахливе дитинство й марні спроби довести свою важливість, він ненавидить власну сім'ю. Тому, коли Лудо вдається добитися успіхів, він виганяє усіх родичів геть зі свого палацу. Лудо тоді почав шукати жезл Зірки, аби захопити весь усесвіт. Також він керує власною армією монстрів. Не маючи компетентних прибічників, Лудо наймає собі в помічники Тоффі. Проте вже скоро Тоффі зраджує його і викидає з палацу. Наприкінці першого сезону палац було зруйновано і Лудо залишився ні з чим.
У другому сезоні, після довгих пошуків себе в порожнечі, Лудо знаходить відрубану руку Тоффі й за допомогою уламка жезла Зірки робить з неї власний жезл. Його новими прибічниками в цьому сезоні стали велетенський павук та велетенський орел, яких він називає «дівчатками». Також в його нову групу ввійшли щури та деякі монстри. Пізніше на Лудо починає впливати Тоффі за допомоги його нового жезла, а потім взагалі захоплює тіло Еверіуса. Проте врешті-решт Лудо вбиває Тоффі, після чого просить Зірку відіслати його назад у порожнечу.
Лудо озвучує Алан Тудик.

## Місячна Королева Баттерфлай

Місячна Королева Баттерфлай

Мун Баттерфлай (англ. Moon Butterfly) — королева виміру М'юні й дружина короля Рівера. Вона стала королевою, а також членом Вищої Комісії Чарівництва, після смерті своєї матері від рук Тоффі. Аби перемогти ящера, вона пішла по допомогу до колишньої королеви — Екліпси, за темним заклинанням, проте пізніше Мун зрозуміла весь ризик цієї задумки й передумала. Вона дуже любить Зірку і завжди намагається її захистити, іноді навіть занадто. Мун впевнена, відповідальна та дуже смілива королева. Коли її королівству загрожує небезпека, вона, одягнувши обладунки, йде в бій разом зі своїми воїнами. Також було показано, що Мун чудовий та винахідливий боєць, вона дуже добре вміє обходитися з магічним жезлом, а також знає усю історію та географію свого світу.
Мун озвучує Грі Деліль.

## Рівер Баттерфлай

Рівер Баттерфлай

Рівер Баттерфлай (англ. River Butterfly) — король виміру М'юні й чоловік королеви Мун. Він член сім'ї Йогансон. Сім'я Рівера це вікінги-варвари, які колись пліч-о-пліч з сім'єю Баттерфлай брали участь у війні з ящерами та Тоффі. Він дуже любить свою пишну бороду, а також полюбляє походжати без одягу, в одній лише спідниці з листя. Рівер сильний та відносно вмілий воїн, проте королівством керувати він не вміє.
Рівера озвучує Алан Тудик.

## Рафаель і Енджі Діаз

Рафаель і Енджі Діаз

Рафаель і Енджі Діаз (англ. Rafael and Angie Diaz) — батьки Марко. В їхньому домі жила Зірка, доки перебувала на Землі. Також вони дуже спокійно реагують на магію Зірки, монстрів, що весь час атакують їхній дім і вічні подорожі принцеси й Марко через простір та час.
Рафаеля озвучує Артт Батлер, а Енджі — Ніа Вардалос.

## Директор Сківс

Директор Сківс

Сківс (англ. Skeeves) — директор школи Марко. Він дуже емоційний, тому більше схожий на учня, ніж на директора. Також він часто насміхається над Марко, називаючи його «слухняним хлопчиком». Сківс не дуже чесний, що було показано вже в першій серії, де він без вагань приймає хабар від батьків Зірки.
Сківса озвучує Джеф Бенетт.

## Альфонсо й Ферґюсон

Альфонсо й Ферґюсон

Альфонсо Дулітл і Ферґюсон Одурґюсон (англ. Alfonso Dolittle and Ferguson O'Durguson) — двоє друзів Марко. Обоє представляють з себе типових невдах. Свою найбільшу роль вони зіграли в першому сезоні, в другому їх майже не було, а в третьому вони з'являються лише в одному епізоді.
Альфонсо озвучує Метт Чепмен, а Ферґюсона — Нейт Торренс.

## Посіпаки Лудо

Лудо і його посіпаки

Посіпаки Лудо — монстри та воїни армії Лудо. Більшість з них нагадують суміш різних тварин. До них належать Бородатий Олень (англ. Beard Deer), Ведмедеріг (англ. Bearicorn), Велика Курка (англ. Big Chicken), Муха Бу (англ. Boo Fly), Омаро-Клешня (англ. Lobster Claws), Людська Рука (англ. Man Arm), Спайкболлс (англ. Spikeballs) і Триока Мала Картопля (англ. Three-Eyed Potato Baby). У першому сезоні вони працювали на Лудо, в другому їх було замінено на пацюків, а в третьому вони заснували власне село, як показано в серії «Starfari».

## Голова Поні

Голова Поні

Голова Поні (англ. Pony Head) — найкраща подруга Зірки у вимірі М'юні. Вона нахабна, саркастична й пустотлива. Поні недолюблює Марко, через що часто ревнує Зірку до нього. Вона є дочкою короля Голів Поні та найстаршою з його дочок. Не дивлячись на те, що вона рідко бере участь в різних пригодах, Голова Поні завжди готова допомогти Зірці. Вже в першому сезоні потрапляє до «Школи Святої Ольги для норовливих принцес».
Голову Поні озвучує Дженні Слейт.

## Джекі Лінн Томас

Джекі Лінн Томас

Джекі Лінн Томас (англ. Jackie Lynn Thomas) — однокласниця Марко, яка почала подобатися хлопцю ще в дитячому садку. Дуже позитивна та спортивна дівчина. У другому сезоні Джекі з Марко починають зустрічатися, після того як хлопець зізнається у почуттях до неї перед Кубом Правди, проте вже в третьому сезоні вони розходяться.
Джекі озвучує Грі Деліль.

## Пані Скаллнік

Міс Скаллнік

Маргарет Скаллнік (англ. Margaret Skallnick) — викладач математики в школі Зірки й Марко. Вона груба та безвідповідальна й геть не навчає своїх учнів. У серії «Match Maker» Зірка випадково перетворила Скуллнік на зеленого троля й такою вона з'являлася в усіх наступних серіях. В одній з серій Скаллнік побачила переваги свого нового тіла й стала більш позитивною.
Скуллнік озвучує Ді Ді Ресчер.

## Сенсей

Сенсей

Сенсей — вчитель карате, якого відвідує Марко. В другому сезоні виявилося, що Сенсей — це його справжнє ім'я, хоча він також згадується як Брантлі. Окрім цього, в другому сезоні з'ясовується, що свої навички Сенсей здобув за допомогою відеороликів з інтернету.
Сенсея озвучує Нік Свардсон.

## Джеремі Бірнбаум

Джеремі Бірнбаум

Джеремі Бірнбаум (англ. Jeremy Birnbaum) — розбещений малюк і суперник Марко, чиї батьки спонсорують уроки Сенсея.
Джеремі озвучив Джошуа Раш.

## Оскар Ґрісон

Оскар Грісон

Оскар Ґрісон (англ. Oskar Greason) — учень школи Марко, який подобався Зірці у першому сезоні. Оскара зазвичай можна побачити, коли він грає на клавішній гітарі, сидячи на капоті своєї машини, в якій Оскар і живе. Його недолюблює містер Сківс. У другому сезоні він почав виявляти взаємні почуття до Зірки, проте дівчина на той момент покохала Марко.
Оскара озвучує Джон Гідер.

## Брітні Вонґ

Брітні Вонґ

Брітні Вонґ (англ. Brittney Wong) — розбещена багата дівчина зі школи Марко, а також лідер чирлідерок, яка з невідомих причин терпіти не може Зірку.
Брітні озвучує Міна Нодзі.

## Глосарик

Глосарик

Глосарик (англ. Glossaryck) — магічний помічник Зірки. Глосарик спершу жив у книзі заклинань сім'ї Баттерфлай, доки книгу не викрав Лудо й вона не була знищена в серії «Battle of Mewni». Спершу всі гадали, що Глосарик помер, але він виявився живим, хоч і втратив пам'ять. Коли в третьому сезоні він зустрів Екліпсу, то весь час намагався розповісти Зірці щось про Явко. У кінці сезону, коли Екліпса забрала чарівний жезл, Глосарик відлетів разом з нею.
Глосарика озвучили Джефрі Тембор у перших трьох сезонах і Кіт Девід у фіналі третього та в четвертому сезоні.

## Том

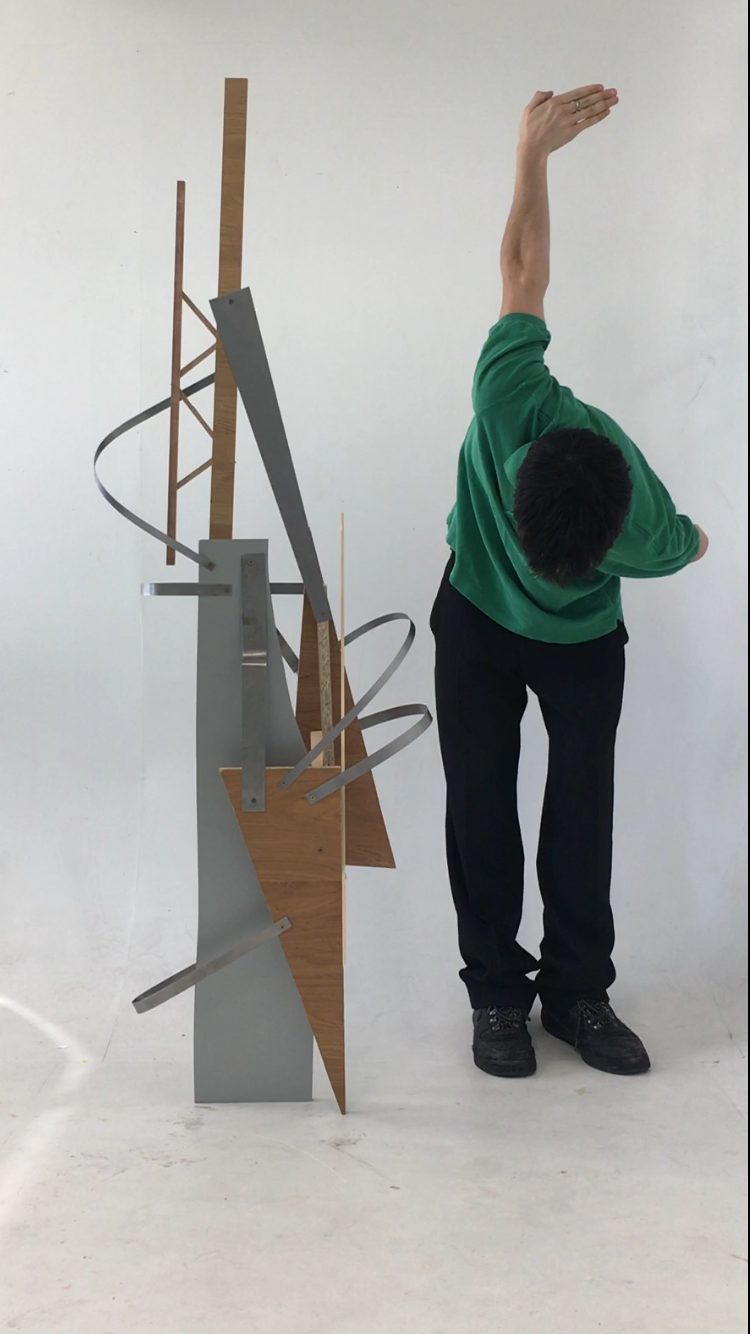
Том

Томас Драконіус Люцитор (англ. Tom Lucitor) — вогняний демон та принц Підземного світу, в котрого є проблеми з контролем гніву. Том є колишнім хлопцем Зірки, який увесь перший сезон намагається повернути собі колишню і тому дуже ревнує Зірку до Марко. У другому сезоні, в серії «Friendenemies», Люцитору вдається подружитися з Діазом, а в третьому сезоні Том нарешті відновлює стосунки із Зіркою, проте в кінці сезону сам же їх руйнує, відмовляючись допомогти дівчині у боротьбі з Метеорою.
Тома озвучує Райдер Стронг.

## Келлі

Келлі

Келлі (англ. Kelly) — подруга Зірки й Голови Поні, яка дуже любить Ґоблін-Доги. Келлі також дуже любить вечірки, як і її подруги. Вона з'явилася в другому сезоні, де з'явився й хлопець дівчини, з яким вона постійно розходиться і сходиться. У третьому сезоні вона стає дівчиною Марко. Келлі відноситься до раси, яка має дуже довге волосся і в якому навіть можна жити.
Келлі озвучує Дана Девіс.

## Тоффі

Тоффі

Тоффі (англ. Toffee) — септаріан та давній ворог сім'ї Баттерфлай і королівства М'юні. Як й інші септаріани, він володіє регенеративними здібностями, що робить його фактично безсмертним.
Ще за багато років до зустрічі з Лудо, Тоффі повів армію септаріан на М'юні, проте був переможений юною Мун, чию мати він убив. Роками потому, коли Зірку відправили на Землю, Тоффі найнявся працювати помічником Лудо. Пізніше йому вдається підкорити собі армію Лудо, після чого він бере в полон Марко й змушує Зірку знищити її жезл. Після вибуху замку Тоффі, здавалося б, помирає, проте його кістяна рука потрапляє до Лудо і той робить з неї новий жезл. Проте насправді Тоффі вижив, оселився в новому жезлі свого колишнього босса, ставши живим втіленням магії, й почав повільно захоплювати тіло Лудо. Одночасно з цим Тоффі почав впливати й на жезл Зірки і його заклинання. Після цього ящір відновив своє тіло й атакував королівство М'юні, але зрештою був остаточно вбитий Зіркою і Лудо.
Тоффі озвучує Майкл Голл.

## Метеора Баттерфлай/Пані Огидус

Метеора Баттерфлай

Метеора Баттерфлай (англ. Meteora Butterfly) — дочка Екліпси та Явко, принцеса М'юні, котру Вища Комісія Чарівництва та король Шастакан замінили селянською дівчинкою на ім'я Фестівія, не бажаючи бачити на троні монстра. Її віддали на виховання роботу Ользі, яка й дала Метеорі ім'я Огидус. Пізніше вона стала директором «Школи Святої Ольги для норовливих принцес» з помічниками роботом Джеміні (англ. Gemini), озвученим Джефом Бенеттом, та септаріаном-найманцем Растікором Хаосусом Дізастервайном (англ. Rasticore Chaosus Disastervaine), озвученим Крісом Тергліаферою. Пізніше школу Огидус руйнують Зірка й Марко, її після цього звільняють з роботи й вона обіцяє за це помститися. У серії «Monster Bash» її спогади про дитинство повертаються. У третьому сезоні Метеора починає перетворюватися в гігантського монстра й в кінці сезону руйнує королівство М'юні, проте її зупиняє Екліпса, перетворивши на немовля.
Метеору озвучує Джессіка Волтер.

## Бикожаб

Бико-жаб

Євген Булґолюбов (англ. Yvgeny Bulgolyubov) (у 1 і 2 сезонах — Євген Жабенко) — колишній помічник Лудо, якого пізніше замінив Тоффі. Частіше згадується як Бико-Жаба. У фіналі першого сезону втратив свою посаду через ящера, після чого вирішив допомогти Зірці знищити Тоффі. У другому сезоні, разом з іншими монстрами та своєю сім'єю, Євген посиляється в М'юні й бере участь у битві проти Тоффі під час подій серії «The Battle for Mewni». У третьому сезоні він, інші монстри та його сім'я виїжджають з М'юні й будують власне селище.
Євгена озвучує Фред Татаскьор.

## Жанна

Жанна

Жанна Ордонія (англ. Janna Ordonia) — таємнича учениця школи Марко і його з Зіркою знайома. Жанна часто фліртує з Діазом, а також знає про нього аж занадто багато особистої інформації. Вона любить різні окультні речі та ритуали. Іноді Жанна пробирається в будинок Діазів, де їсть їжу Марко.
Жанну озвучує Еббі Елліотт.

## Вища Комісія Чарівництва

Зліва направо: Лекмет, Місячна, Омнітраксус, Ромбулус, Гекапу

Група потужних магічних істот, що слідкують за балансом у всесвіті.

### Гекапу
Гекапу (англ. Hekapoo) — демонесса з колючими руками. Володіє пірокінетичними здібностями, здатністю створювати кинджали і здатністю клонуватися. Створила всі просторові ножиці. Гекапу має власний вимір, де час у 1 051 200 (1 хв — 2 роки) разів швидший за земний. Вона деякий час була закохана в Марко.
Гекапу озвучує Зося Мемет.

### Омнітраксус Прайм
Омнітраксус Прайм (англ. Omnitraxus Prime) — володар простору та часу. Є одним із перших засновників Вищої Комісії Чарівництва.
Омнітраксуса озвучує Карл Везерс.

### Лекмет
Лекмет (англ. Lekmet) — засновник Вищої Комісії Чарівництва. Він був створений Глоссариком. Лекмет помер, коли віддав усю свою життєву енергію іншим членам Комісії під час битви з Тоффі. Розмовляє козячою мовою.

### Ромбулус
Ромбулус (англ. Rhombulus) — володар та хранитель світу кристалів, де утримують найнебезпечніших злочинців усесвіту. Його кристали майже неможливо знищити. Інші члени недолюблюють Ромбулуса за його безвідповідальність, а також за те, що під час затримання злочинців він покладається лише на інтуїцію. Ромбулус закоханий у королеву Мун.
Ромбулуса озвучує Кевін Майкл Річардсон.

## Міна Ловберрі

Міна Лавберрі

Міна Ловберрі (англ. Mina Loveberry) — воїн з виміру М'юні. Спершу Зірка була шанувальницею Міни, доки та не вирішила завоювати Землю. Пізніше Ловберрі намагалася вбити пані Огидус, починаючи з серії «Monster Bash» і до серії «Divide», де Міна остаточно програла.
Міну озвучує Емі Седаріс.

## Екліпса Баттерфлай

Екліпса Баттерфлай

Екліпса Баттерфлай (англ. Eclipsa Butterfly) — колишня королева М'юні, якій понад 300 років. Спершу Екліпса вважалася предком Зірки і Мун, проте виявилося, що це не так. За використання «темної магії» та втечу з королівства до монстра Явко, її було ув'язнено в кристал, а її дочку замінено на селянську дівчинку. Багато років потому, під час війни з Тоффі, Мун прийшла до Екліпси за магічним заклинанням, яке б убило ящера, в обмін на свободу «темної королеви». Проте не бажаючи звільнення Екліпси, юна королева так і не вбила Тоффі. Після смерті останнього у серії «The Battle for Mewni», колишня королева звільняється і відправляється в М'юні. Там Екліпсу зустрічає Зірка, яка вмовляє ту доки побути під домашнім арештом. У серії «Butterfly Trap» над колишньою королевою провели суд, на якому стало відомо, що Комісія Чарівництва роками обманювала сім'ю Баттерфлай про їхнє королівське походження. Пізніше, у серії «Tough Love», Екліпса намагається знайти свою дочку, але в кінці третього сезону їй доводиться знищити Метеору, яка потім виявляється живою, проте перетвореною на немовля.
Екліпсу озвучує Есме Банко.

## Явко

Явко і Екліпса

Явко (англ. Yavko ) — монстр-чоловік Екліпси та батько Метеори. Захищаючи свою кохану, Явко пожер душі багатьох монстрів, таким чином зупинивши війну м'юнців з ними, проте все-одно був заточений в кристал за те, що зжер короля Шастакана. В кінці третього сезону Екліпса полетіла визволяти його.